# Девід Джеремая
Девід Елмер Джеремая (англ. David Elmer Jeremiah; 25 лютого 1934, Портленд — 7 жовтня 2013, Бетесда) — адмірал ВМС США, учасник війни у В'єтнамі, командувач Тихоокеанським флотом (1987—1990), заступник голови Об'єднаного штабу Начальників штабів (1990—1994), голова Об'єднаного комітету начальників штабів (1993).